# Ataenius languidus
Ataenius languidus är en skalbaggsart som beskrevs av Schmidt 1911. Ataenius languidus ingår i släktet Ataenius och familjen Aphodiidae. Inga underarter finns listade.